# Grajewo
Grajewoⓘ é um município no nordeste da Polônia. Pertence à voivodia da Podláquia, no rio Ełk. Desde 1 de janeiro de 1999, é a sede do condado de Grajewo e também a sede da comuna rural de Grajewo.
Estende-se por uma área de 18,9 km², com 20 777 habitantes, segundo o censo de 31 de dezembro de 2024, com uma densidade populacional de 1 096 hab./km². Grajewo recebeu um foral de cidade em 1540, mas não foi efetivado; foi reconcedido o direito de cidade antes de 1700; foi cancelado em 1870 e reconcedido em 1919. Há um Corpo de Bombeiros Voluntários em Grajewo.

## Localização
Grajewo está localizada no planalto de Kolneń, na Mazóvia, na antiga terra de Wizna. Perto do posto fronteiriço histórico de Boguszy, criado em 1545 na tríplice fronteira da Prússia Ducal, da Coroa do Reino da Polônia e do Grão-Ducado da Lituânia como um lembrete das fronteiras entre os Estados, localizado na vila de Bogusze, ao norte da cidade. Grajewo marca a fronteira com a Masúria e Podláquia, e está localizada na área dos Pulmões Verdes da Polônia.
A fronteira norte da cidade é também a fronteira entre os condados de Ełk e Grajewo, bem como das voivodias de Vármia-Masúria e Podláquia.
Segundo dados de 2002, Grajewo tem uma área de 18,93 km², incluindo:
- Terras agrícolas: 61%
- Terras florestais: 3%.

## Comunas vizinhas
Comuna de Grajewo, Comuna de Prostki.

## Demografia
Conforme os dados do Escritório Central de Estatística da Polônia (GUS) de 31 de dezembro de 2024, Grajewo é uma cidade pequena com uma população de 20 777 habitantes (6.º lugar na voivodia da Podláquia e 201.º na Polônia), tem uma área de 18,9 km² (21.º lugar na voivodia da Podláquia e 327.º lugar na Polônia) e uma densidade populacional de 1 096 hab./km² (6.º lugar na voivodia da Podláquia e 267.º lugar na Polônia). Nos anos 2002–2024, o número de habitantes diminuiu 9,0%.
Os habitantes de Grajewo constituem cerca de 47,21% da população do condado de Grajewo, constituindo 1,83% da população da voivodia da Podláquia.
| Descrição                         | Total      | Total    | Mulheres   | Mulheres | Homens     | Homens   |
| --------------------------------- | ---------- | -------- | ---------- | -------- | ---------- | -------- |
| unidade                           | habitantes | %        | habitantes | %        | habitantes | %        |
| população                         | 20 777     | 100      | 10 842     | 52,2     | 9 935      | 47,8     |
| superfície                        | 18,9 km²   | 18,9 km² | 18,9 km²   | 18,9 km² | 18,9 km²   | 18,9 km² |
| densidade populacional (hab./km²) | 1 096      | 1 096    | 572,1      | 572,1    | 523,9      | 523,9    |

Conforme os dados de 2002, a renda média per capita era de 1 273,17 zł.
População ao longo dos anos:
- 1777 – 258
- 1800 – 218
- 1880 – 3800
- 1895 – 7651
- 1921 – 7 346[8]
- 1939 – 10 570
- 1995 – 22 707
- 1996 – 22 797
- 1997 – 22 958
- 1998 – 22 966
- 1999 – 22 802
- 2000 – 22 847
- 2001 – 22 903
- 2002 – 22 842
- 2003 – 23 042[9]
- 2004 (30 de junho) — 22 769
- 2004 (31 de dezembro) — 22 969[9]
- 2005 (30 de junho) — 22 708
- 2005 (31 de dezembro) — 22 886[9]
- 2006 (1 de janeiro) — 23 302
- 2006 (31 de dezembro) — 22 693[9]
- 2007 – 22 347
- 2008 – 22 455
- 2009 – 22 309
- 2010 (30 de junho) — 22 585
- 2010 (31 de dezembro) — 22 539
- 2011 (31 de março) — 22 521[10]
- 2011 (30 de junho) — 22 504[11]
- 2011 (31 de dezembro) — 22 455[12]
- 2012 (30 de junho) — 22 413[13]
- 2012 (31 de dezembro) — 22 375

No século XIX e até 1939, a cidade era habitada por uma significativa minoria judaica, variando de 39% a 76%. Hoje, quase exclusivamente poloneses vivem em Grajewo.

## Clima
O clima nesta área é temperado frio. Em Grajewo existe uma pluviosidade significativa ao longo do ano. Mesmo durante os meses mais secos, há muita chuva. O clima nesta área é classificado como “Dfb” conforme o sistema Köppen-Geiger. A temperatura média anual é de 8,2 °C. na cidade de Grajewo. A precipitação média anual é de 712 mm.
| Dados climatológicos para Grajewo | Dados climatológicos para Grajewo | Dados climatológicos para Grajewo | Dados climatológicos para Grajewo | Dados climatológicos para Grajewo | Dados climatológicos para Grajewo | Dados climatológicos para Grajewo | Dados climatológicos para Grajewo | Dados climatológicos para Grajewo | Dados climatológicos para Grajewo | Dados climatológicos para Grajewo | Dados climatológicos para Grajewo | Dados climatológicos para Grajewo | Dados climatológicos para Grajewo |
| Mês                               | Jan                               | Fev                               | Mar                               | Abr                               | Mai                               | Jun                               | Jul                               | Ago                               | Set                               | Out                               | Nov                               | Dez                               | Ano                               |
| --------------------------------- | --------------------------------- | --------------------------------- | --------------------------------- | --------------------------------- | --------------------------------- | --------------------------------- | --------------------------------- | --------------------------------- | --------------------------------- | --------------------------------- | --------------------------------- | --------------------------------- | --------------------------------- |
| Temperatura máxima média (°C)     | −1,2                              | 0,4                               | 5,5                               | 12,7                              | 18,0                              | 21,1                              | 23,2                              | 22,5                              | 17,5                              | 11,1                              | 5,6                               | 1,3                               | 11,5                              |
| Temperatura média (°C)            | −3,2                              | −2,1                              | 1,8                               | 8,2                               | 13,6                              | 17,0                              | 19,2                              | 18,5                              | 13,8                              | 8,1                               | 3,7                               | −0,4                              | 8,2                               |
| Temperatura mínima média (°C)     | −5,5                              | −4,8                              | −2,0                              | 3,2                               | 8,4                               | 12,1                              | 14,7                              | 14,1                              | 10,1                              | 5,3                               | 1,7                               | −2,3                              | 4,6                               |
| Precipitação (mm)                 | 49                                | 44                                | 47                                | 47                                | 64                                | 78                                | 87                                | 77                                | 66                                | 54                                | 48                                | 51                                | 712                               |
| Dias com precipitação             | 9                                 | 7                                 | 8                                 | 7                                 | 9                                 | 9                                 | 10                                | 9                                 | 8                                 | 7                                 | 8                                 | 8                                 | 99                                |
| Umidade relativa (%)              | 86                                | 83                                | 77                                | 68                                | 67                                | 67                                | 71                                | 71                                | 75                                | 80                                | 87                                | 86                                | 76,5                              |
| Fonte: 2023-07-06                 |                                   |                                   |                                   |                                   |                                   |                                   |                                   |                                   |                                   |                                   |                                   |                                   |                                   |

## História

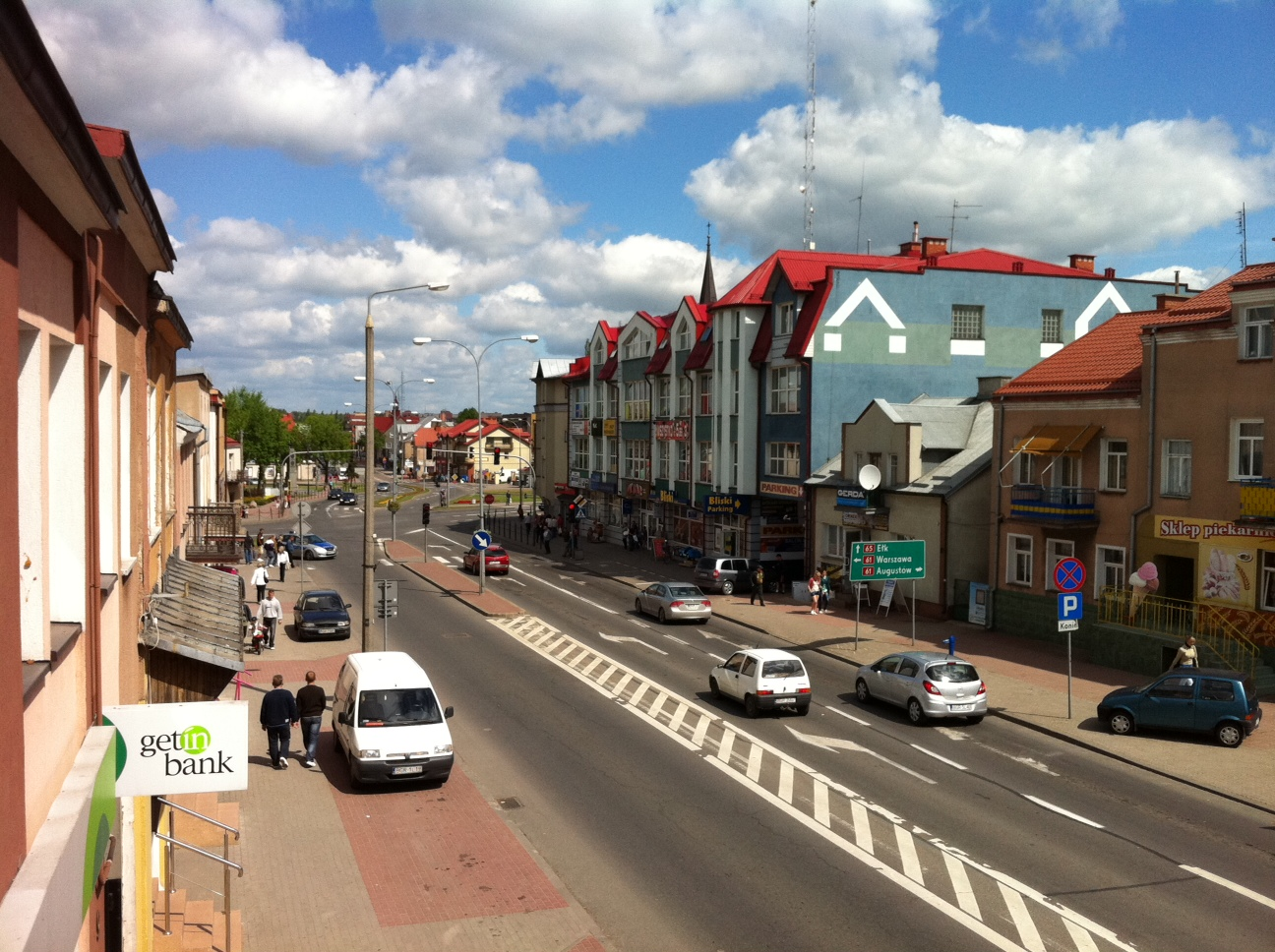
Rua Wojska Polskiego no centro de Grajewo

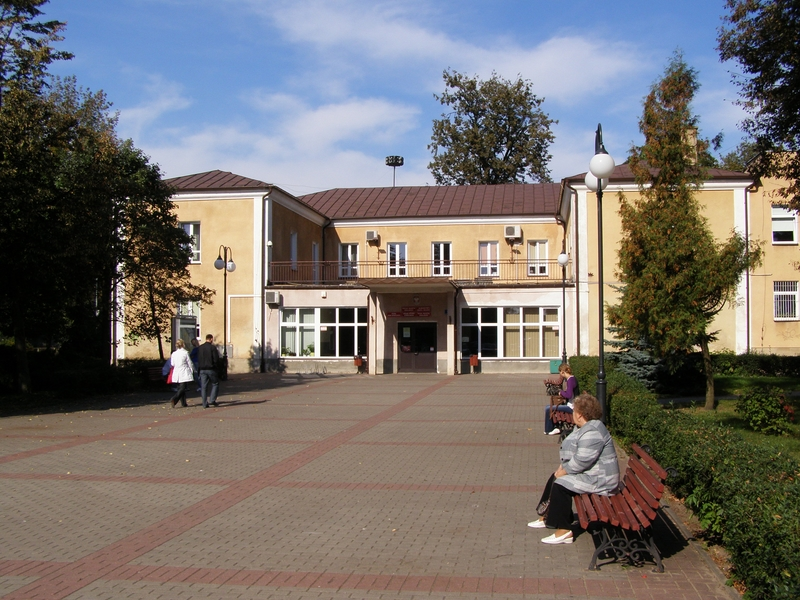
Prefeitura na rua Strażacka

A partir de 23 de novembro de 1472, o terreno onde Grajwy foi fundada fazia parte da propriedade de Jan de Białowieża, duque da corte de Casimiro III de Płock e starosta das propriedades do bispo em Pułtusk. Em 1483, o proprietário ordenou a Maciej que construísse um moinho perto da casa senhorial e outro no rio Ełk.
A Igreja da Santíssima Trindade foi fundada em 8 de fevereiro de 1478, e em 14 de julho de 1479, Casimiro III de Płock estabeleceu uma paróquia aqui.
A partir de 1483, Jan de Białowieża começou a chamar a si próprio Grajewski. O dono da propriedade também era Jan Grajewski, que teve três filhos: Stanisław (marechal da família Radziwiłł), Hieronim e Bartłomiej.
A nobreza prussiana e as vilas próximas transportavam os cereais e os bens florestais pelo rio até Gdańsk. Em 1567, Stanisław Grajewski, um cortesão real, obteve a licença para produzir alcatrão, carvão vegetal e outros produtos florestais nas florestas reais e exportá-los para Gdańsk.
Graças aos esforços de Jan e Jakub Grajewski, Sigismundo, o Velho concedeu a Grajwy direitos municipais pela lei de Magdeburgo, criou o gabinete do prefeito e permitiu a realização de duas feiras.
A crise urbana na Polônia e a divisão de Grajewo (o nome foi usado a partir do século XVI) entre numerosos herdeiros fez com que, no privilégio da família Grajewski a partir de 1573, a vila fosse chamada de vila e, em 1581, fosse inscrita no registro da aldeia. No século XVII, quando a maioria dos departamentos foi comprada por Jakub Grajewski, camerlengo de Wiski, Grajewo voltou a ser uma cidade. O desenvolvimento ficou limitado à praça do mercado e às ruas de saída. A família Grajewski provavelmente construiu uma casa senhorial fortificada de tijolos em Grajewo, porque em 1604 eles descreveram sua residência oficial como um edifício residencial. No registro fiscal de 1676 da província da Grande Polônia, o imposto é pago em Grajewo por Sua Excelência Jan Grajewski e sua esposa, um menino, uma donzela, um cocheiro, dois camponeses com esposas, um sem esposa, assim como o Sr. Sebastian Żebrowski e sua esposa e um pastor de Dwór, enquanto estava na cidade de Grajewo: famoso carpinteiro com sua esposa e outros habitantes da cidade como o prefeito, 35 pessoas de ambos os sexos e dois judeus com suas esposas.
Como resultado do casamento de Anna, filha de Jakub Grajewski, com Stanisław Antoni Wilczewski, em 1692 a cidade tornou-se propriedade dos Wilczewskis.
Em 1695, o rei João III Sobieski concedeu o direito de realizar mais um mercado, e Augusto II permitiu duas novas feiras.
Conforme o diário mantido pelas irmãs Wilczewski na virada dos séculos XVIII e XIX, em 9 de dezembro de 1812, Napoleão, o imperador dos franceses, que voltava da fracassada campanha russa, passou por Grajewo. Ele parou brevemente no correio de Wolski, onde “despejou café em uma tigela, molhou pãezinhos e comeu com uma colher”. Ele também recebeu carroças cobertas, para seguir mais longe em direção a Varsóvia, comprando-as por 25 napoleões. A filha do dono dos correios recebeu um broche de ouro com a imagem de uma cabeça de mulher em porcelana como presente de hospitalidade.
Após a terceira partição da Polônia de 1795, a cidade passou para o domínio da Prússia. Em 1800 Grajewo tinha 23 casas e 218 habitantes. A partir de 1807, estava nas fronteiras do Ducado polonês de Varsóvia, e depois, em 1815, tornou-se parte da Rússia como parte do chamado Congresso da Polônia. Em 1818 foi fundada uma fábrica de velas e sabonetes. Quatro feiras eram realizadas anualmente. Principalmente gado, cavalos e produtos de tanoaria eram comercializados. A rua Nowa foi inaugurada e, após a construção da rota de São Petersburgo nos anos 1828–1829, a rua Augustowska foi delimitada e desenvolvida. Em 1850 a população aumentou para cerca de 1 917 pessoas. Grajewo tinha uma estação postal, uma alfândega, uma escola primária, um matadouro e muitas fábricas de artesãos. Em 1864, através do casamento de Anna Wilczewska com Jan Stanisław Woyczyński, a cidade passou para a posse dos Woyczyńskis. Em 1870, como resultado das repressões após o Revolta de Janeiro, Grajewo perdeu seus direitos municipais por decisão da administração czarista.

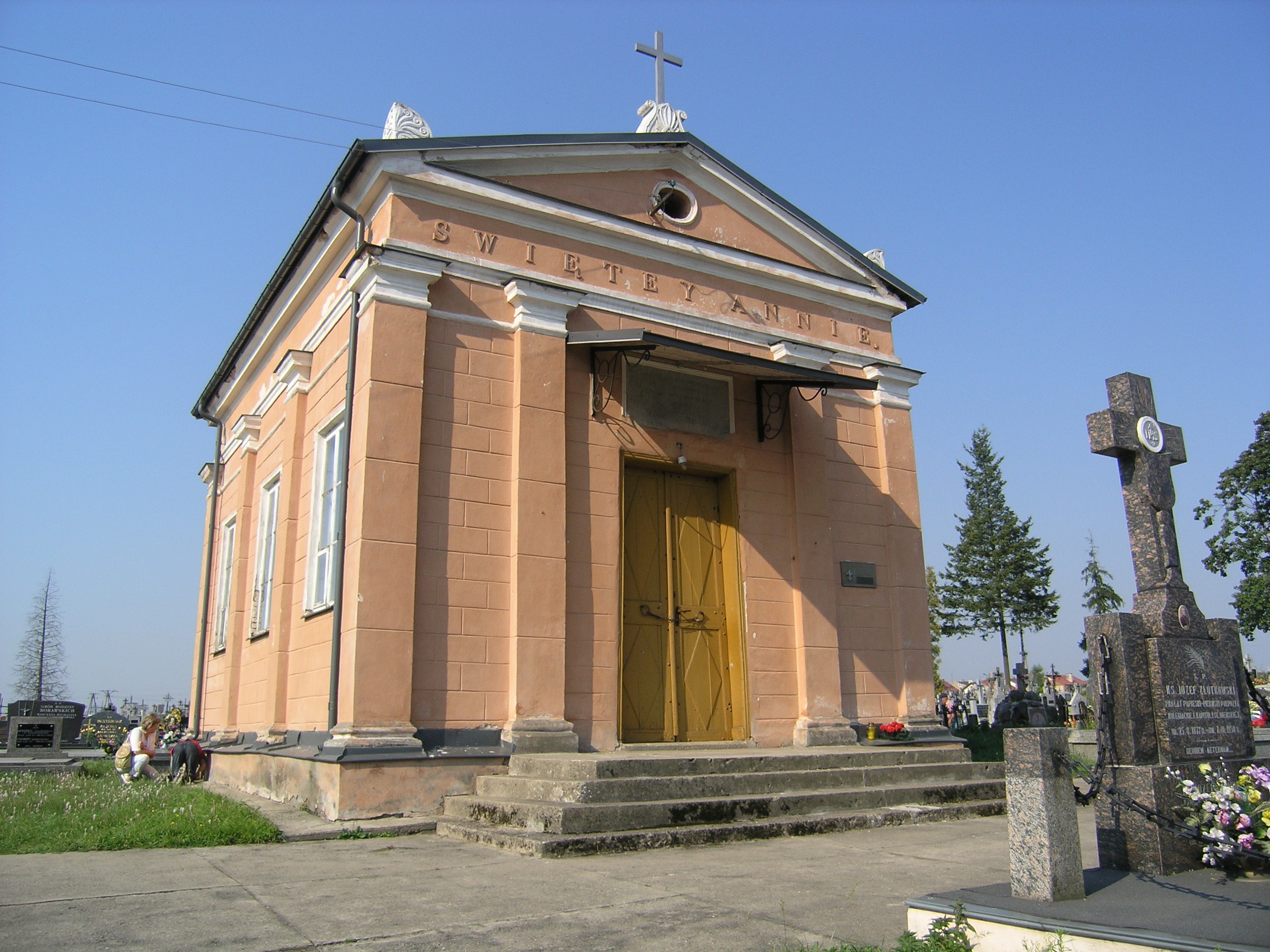
Túmulo da família Wilczewski de 1839, servindo como capela do cemitério

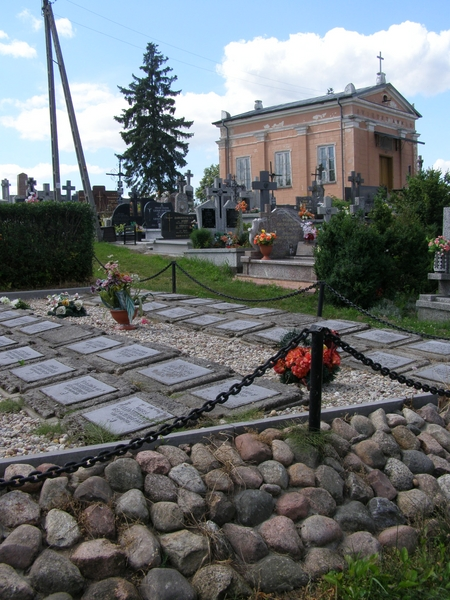
Sepulturas alemãs do período da Primeira Guerra Mundial, ao longe o túmulo da família Wilczewski de 1839, servindo como capela do cemitério católico

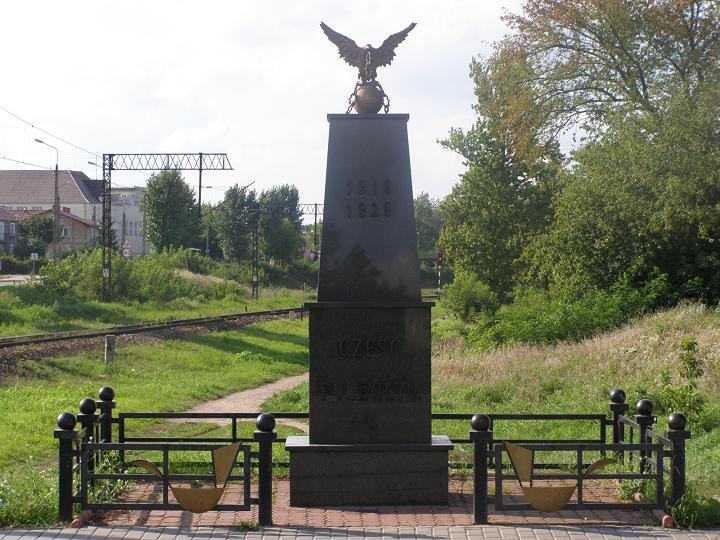
Monumento de 1928 comemorativo do 10.º aniversário da reconquista da independência

Em 1873, a ferrovia Brest-Kaliningrado foi construída. A cidade desenvolveu-se rapidamente. As casas foram construídas ao longo dos trilhos da ferrovia e ao longo das ruas que eram extensões das principais vias de comunicação. Várias fábricas industriais maiores foram instaladas: uma fábrica de vinho, uma destilaria, uma fábrica de vidro, uma fábrica de correias de transmissão e correias de borracha, vários moinhos e uma usina de concreto.
Em 1894, foram construídos quartéis em Grajewo (dois regimentos de cavalaria e a 8.ª Brigada de Guarda de Fronteira). Uma pequena igreja foi construída — a igreja ortodoxa de Santa Maria Madalena e o cemitério ortodoxo. A consagração foi realizada em 22 de outubro de 1878 pelo Arcebispo de Varsóvia, Leoncjusz. Em 1893, foi construída no cemitério uma capela de madeira com um portal de madeira. Havia também uma igreja da guarnição 4 Dragonskogo Evkaterinskogo Połka em Grajewo.
Durante a Primeira Guerra Mundial, a cidade foi destruída pelo exército alemão. Em 12 de novembro de 1918, Grajewo foi liberta e, em 4 de fevereiro de 1919, por decreto do Chefe de Estado, voltou a ser cidade. Após a guerra, a paróquia ortodoxa foi cancelada e a igreja demolida. Nos anos do pós-guerra, um parque infantil foi criado no cemitério.
No período entre guerras, Grajewo era a sede da starosta Szczuczyn e a comuna rural de Bogusze. A proximidade da fronteira com a Prússia Oriental, e especialmente a localização da estação ferroviária fronteiriça, influenciou o desenvolvimento econômico da cidade; apesar disso, no período entre guerras, em comparação com Ełk ou Prostki, dava a impressão de ser uma cidade pobre. No período entre guerras, Grajewo era um centro administrativo e de serviços. Havia uma sede distrital da Polícia do Estado, a Repartição de Impostos e Taxas, a Repartição de Finanças, a Alfândega, a Inspeção da Guarda Aduaneira, a Inspeção Florestal, a Direção de Terras Distrital, o Fundo Distrital de Saúde e o Ginásio. Havia uma Associação de Ofícios. O 9.º Regimento de Rifles Montados General K. Pulaski estava estacionado na cidade. Em 1924, foi fundado o Esporte Clube Gymnasium em Grajewo, que em 1926 mudou seu nome para “Warmia”, e em 1935 alcançou seu maior sucesso, participando das competições eliminatórias para a promoção à liga de futebol (atualmente Campeonato Polonês de Futebol); havia também um clube judeu chamado Hapoel Grajewo.[carece de fontes?]
Em 1929, Wacław Perlitz era o prefeito de Grajewo. O diretor da usina era o Eng. Mieczysław Pawluk, o comandante do corpo de bombeiros — Roman Brzeziński. Havia dois bancos, um cinema, “Apollo”, cinco restaurantes e muitas oficinas de artesanato.
No período entre guerras, Grajewo era a sede da Inspetoria da Guarda Aduaneira “Grajewo”.
Em 1939 Grajewo tinha 9 500 habitantes.
Durante o período entre guerras, Grajewo foi visitada várias vezes por figuras importantes da vida política polonesa: em 1921, o chefe Józef Piłsudski, em 1923 o presidente Stanisław Wojciechowski, em 1925 o general Józef Haller, em 1928 o presidente Ignacy Mościcki.
Em 1922, Rajmund Kaczyński, pai de Lech e Jarosław Kaczyński, nasceu em Grajewo. Ele era filho de um funcionário ferroviário, Aleksander, e Franciszka Świątkowska.
Após a eclosão da Segunda Guerra Mundial, na noite de 6 para 7 de setembro de 1939, a cidade foi tomada pelos alemães. Depois de 21 de setembro, os alemães entregaram a cidade às tropas soviéticas. Grajewo foi anexada pela União Soviética como parte da República Socialista Soviética da Bielorrússia.
Em 22 de junho de 1941, Grajewo foi novamente ocupada pelos alemães. Começaram as repressões sangrentas contra judeus e pessoas suspeitas de colaborar com os soviéticos. Em 30 de agosto de 1941, cerca de 120 pessoas reconhecidas como comunistas foram fuziladas. Em agosto de 1941, na área das ruas Dolna, Rudzka e Łazienna, os alemães criaram um gueto onde estavam reunidos cerca de 3 mil judeus. O gueto foi liquidado em 2 de novembro de 1942. Os judeus de Grajewo foram transportados para o campo de trânsito em Prostki, de onde foram enviados para o campo de extermínio de Treblinka. Em 15 de julho de 1943, a Gestapo prendeu 183 pessoas em Grajewo, principalmente representantes da intelectualidade, assassinados na vizinha Boguszki. Em 20 de janeiro de 1945, às vésperas de deixar Grajewo, os alemães massacraram a população local. Famílias inteiras com crianças pequenas (cerca de 120 pessoas) foram baleadas na floresta de Kosówka.
Grajewo foi capturada pelo Exército Vermelho em 23 de janeiro de 1945. De 8 a 9 de maio de 1945, um agrupamento de duzentos membros do Exército Nacional Cívico da região de Łomża, comandado pelo major Jan Tabortowski, temporariamente assumiu Grajewo. Nesta ação, foram libertos mais de uma centena de reclusos, maioritariamente ligados à clandestinidade da independência, das detenções do Gabinete de Segurança (UB) e da Milícia Cívica (MO). Durante a guerra, mais de 5 mil habitantes da cidade morreram ou desapareceram. Os edifícios foram danificados em 30%.
Após a guerra, a cidade foi reconstruída. A indústria se desenvolveu, o número de habitantes aumentou e a cidade se expandiu. Nos anos 1975–1998, a cidade pertencia administrativamente à voivodia de Łomża.

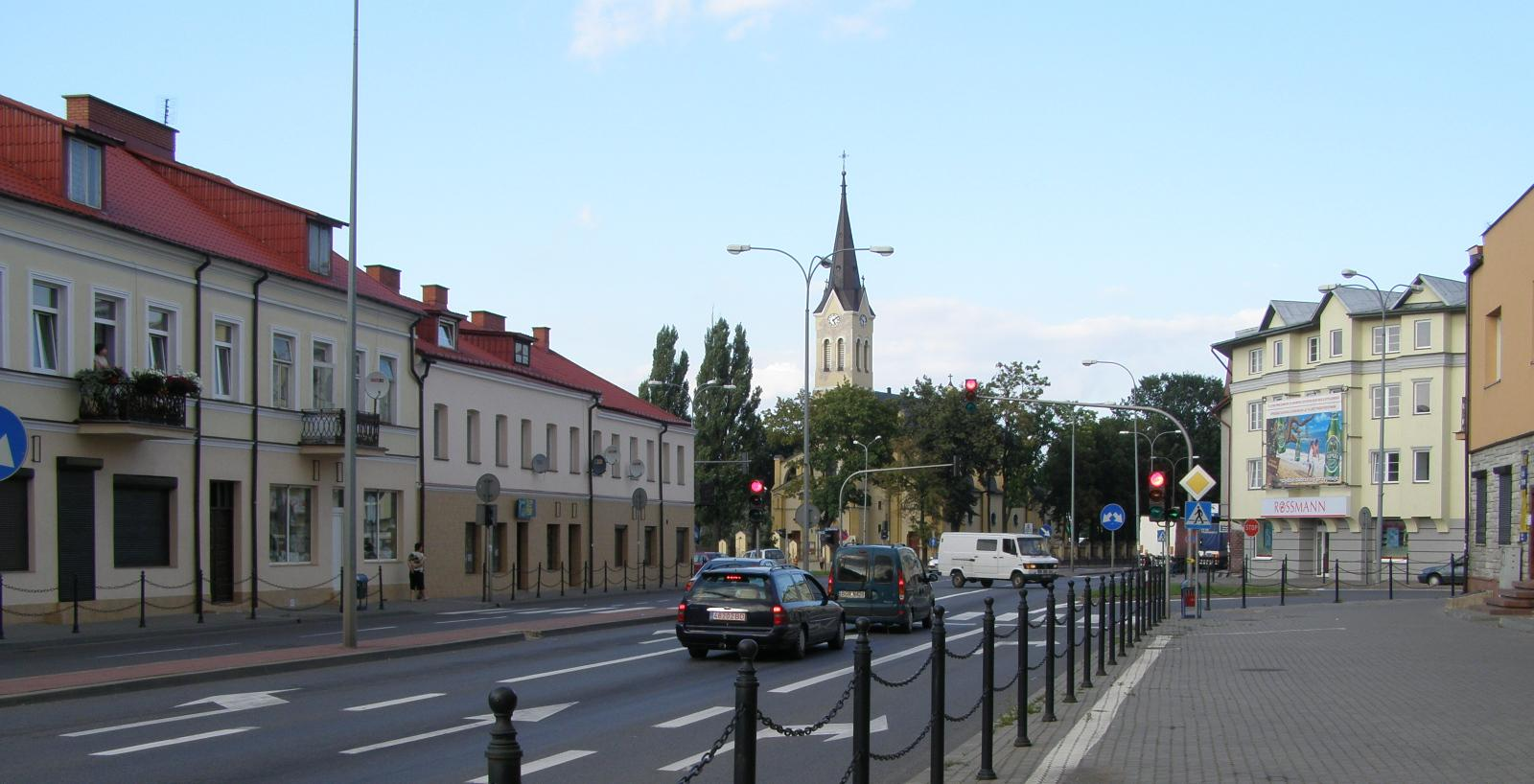
Rua Marechal Józef Piłsudski

## Monumentos históricos
- Igreja da Santíssima Trindade — a igreja mais antiga da cidade, construída nos anos 1879–1882 em estilo neogótico.
  - Torre sineira da igreja de 1837.
- Cemitério paroquial — o principal cemitério da cidade fundado em 1810.
  - Capela do túmulo dos Wilczewskis — uma capela classicista no cemitério paroquial, construída em 1839.
- Casas de madeira do século XIX.
- Pousada de meados do século XIX.
- Estação ferroviária de 1873.
- Dois santuários à beira da estrada da metade do século XIX.
- Edifício da Escola Pública Secundária n.º 1 de 1931.
- Cassino de oficiais.
- Torre de água de 1896.
- Traçado espacial da praça do mercado e ruas de saída da virada dos séculos XVIII/XIX.

Monumentos selecionados
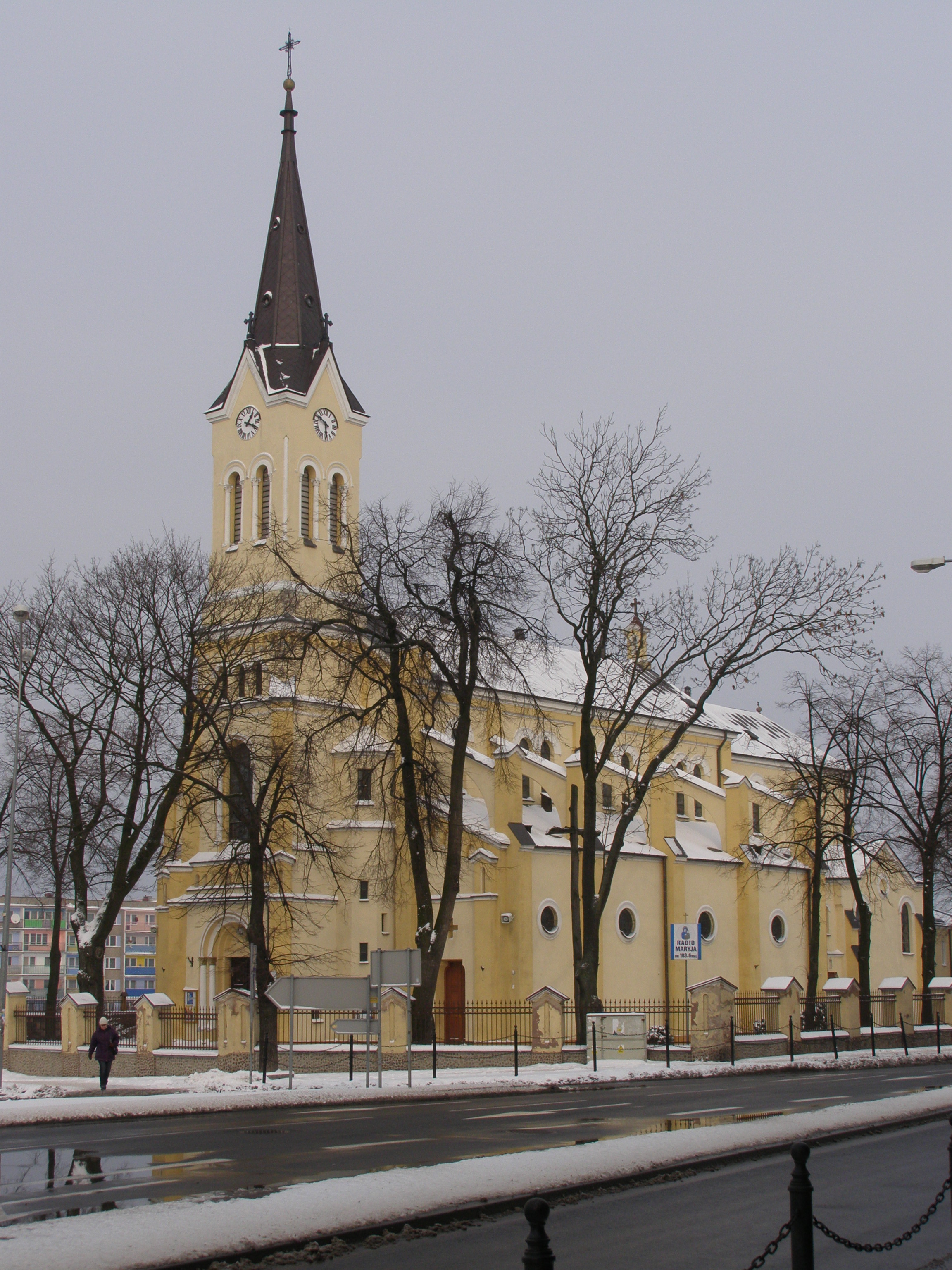
Igreja da Santíssima Trindade
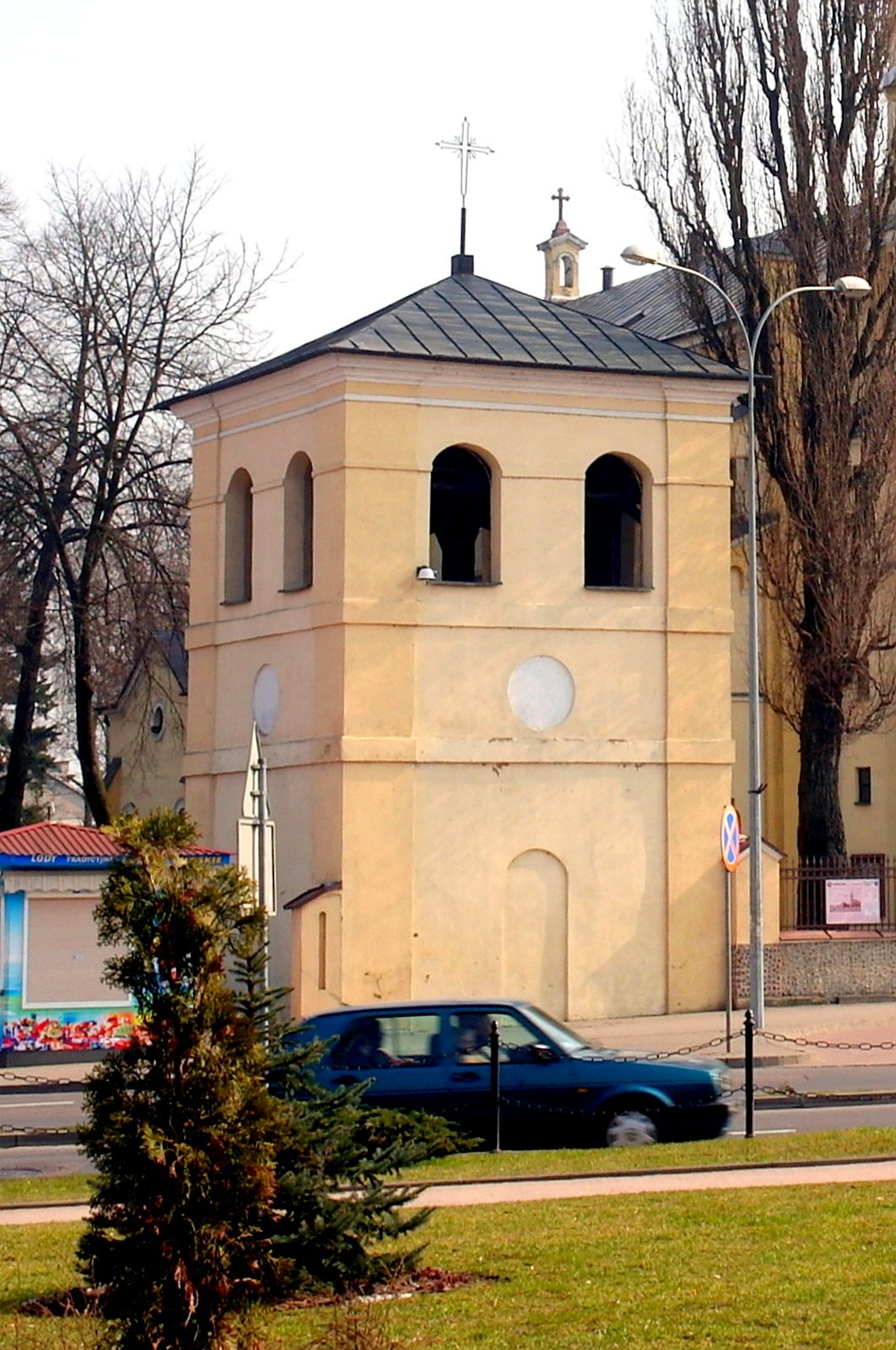
Torre sineira da igreja da Santíssima Trindade
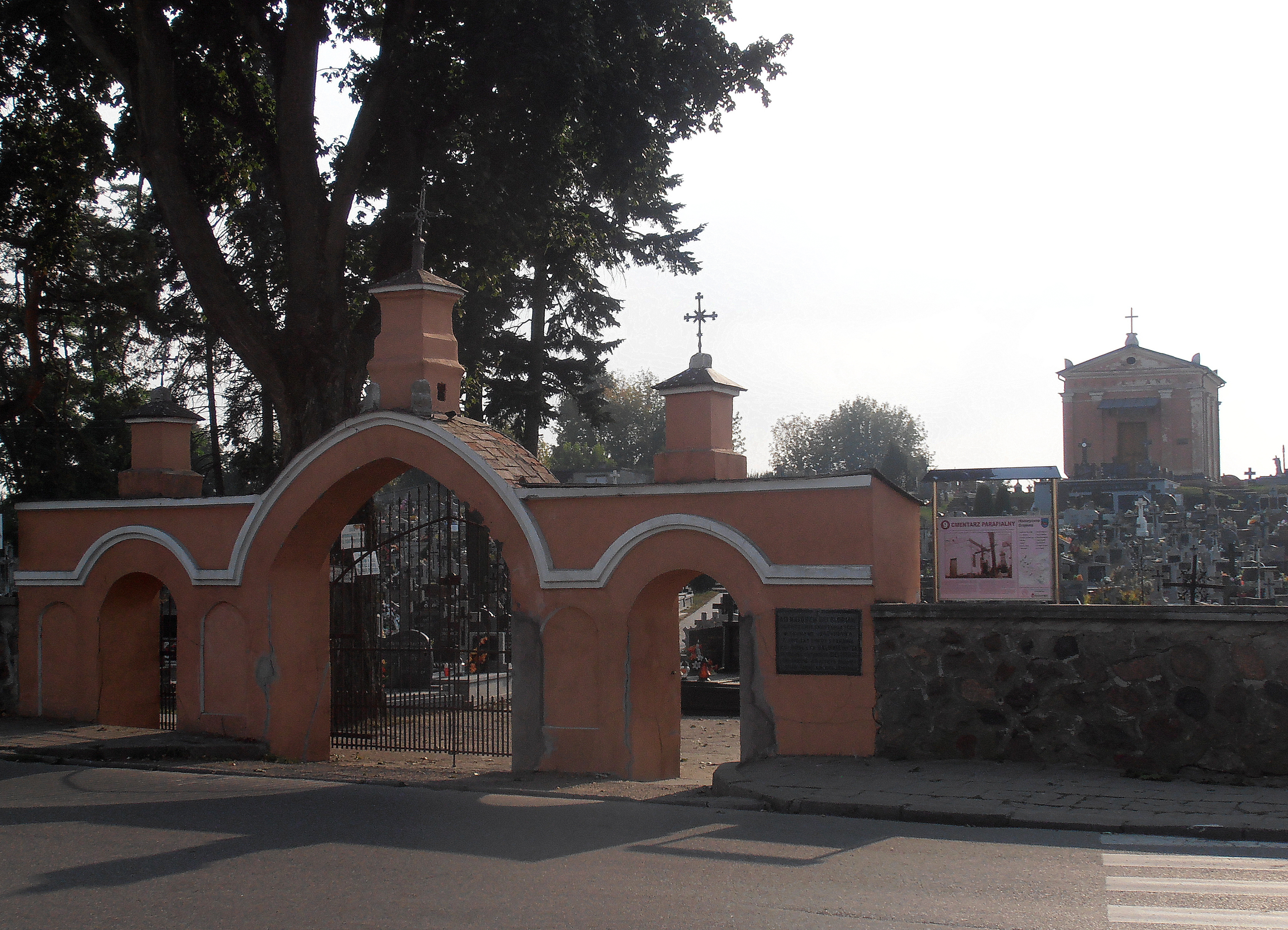
Portão principal do cemitério paroquial
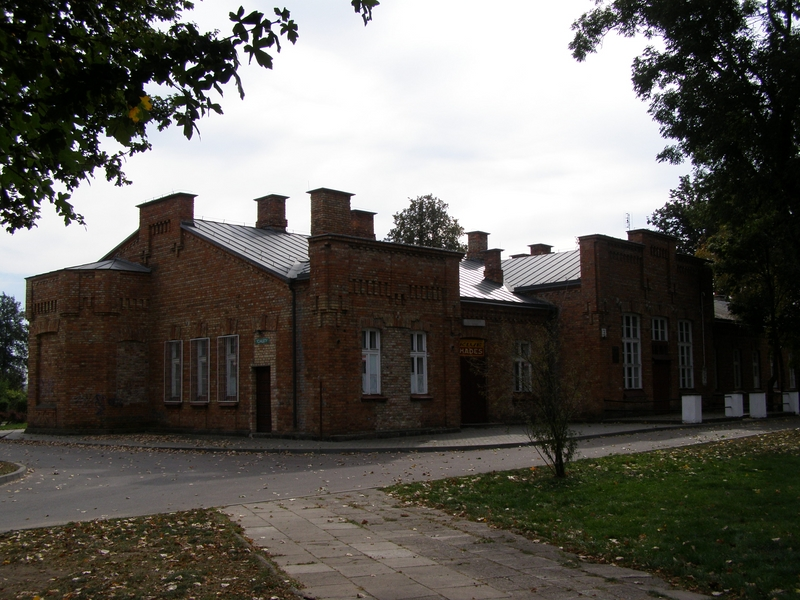
Cassino dos Oficiais
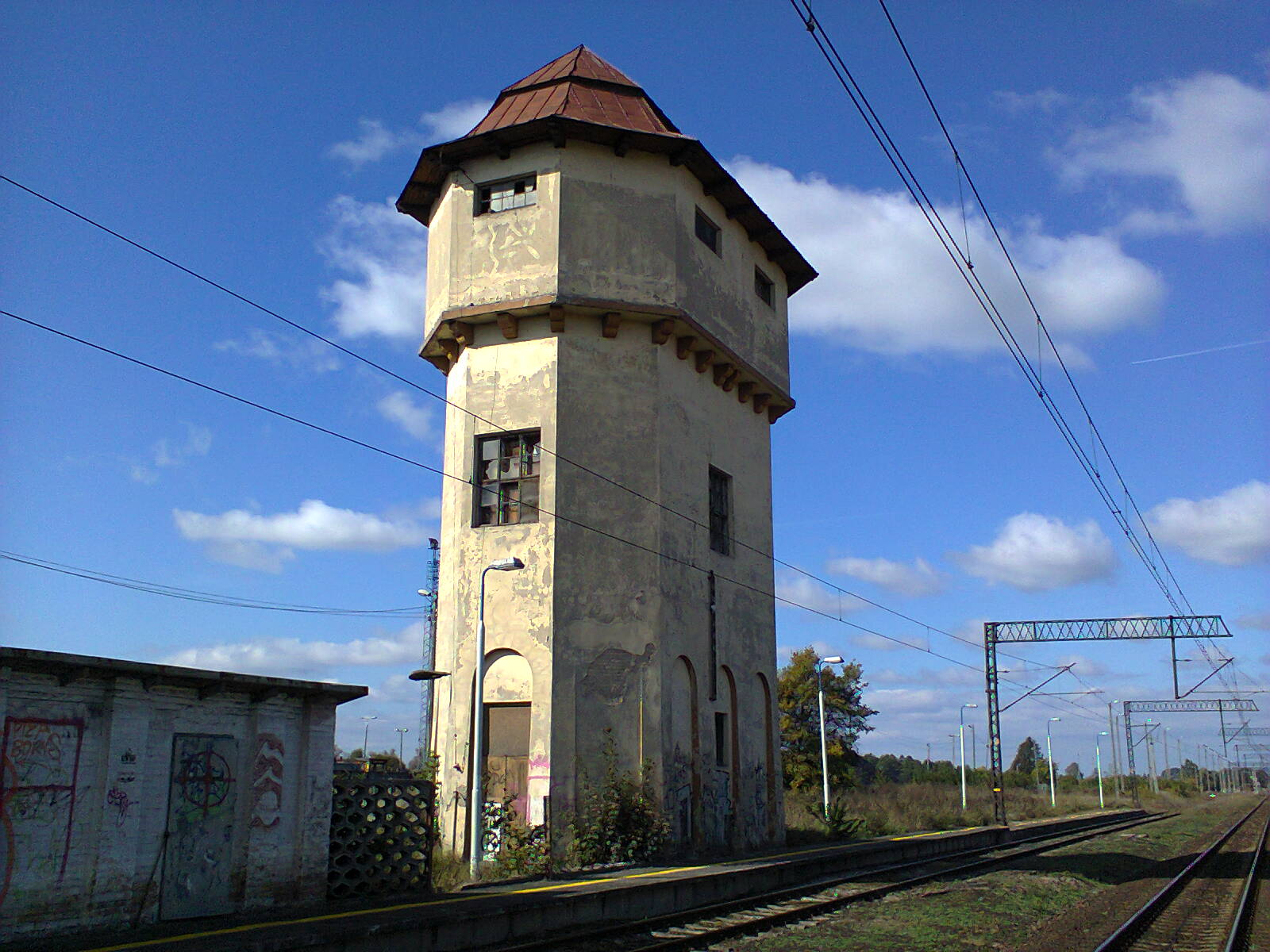
Torre de água em Grajewo

## Toponímia
Nome da cidade em outros idiomas:
- Em bielorrusso — Граева (Hrajewa)
- Em lituano — Grajevas
- Em letão — Grajevo
- Em russo — Граево (Grajewo)

## Jornais e páginas da internet
- Gazeta Współczesna
- Gazeta Grajewska[22]
- e-Grajewo.pl — Portal da Internet Grajewo e seus arredores[23]
- Página principal — Prefeitura de Grajewo[24]
- Grajewska Strona Rowerowa — um paraíso para todos os ciclistas[25]
- Grajewo24.pl — Portal de informações regionais[26]
- AfterMarket.pl — domínio iregionalni.pl[27]
- Vida de Grajewo — www.ZycieGrajewa.pl[28]

## Administração
Grajewo é membro da associação nacional União das Cidades Polonesas.

## Associações
- Associação Melhor Grajewo;[30]
- Associação Clube Esportivo Ookami.[31]

## Economia

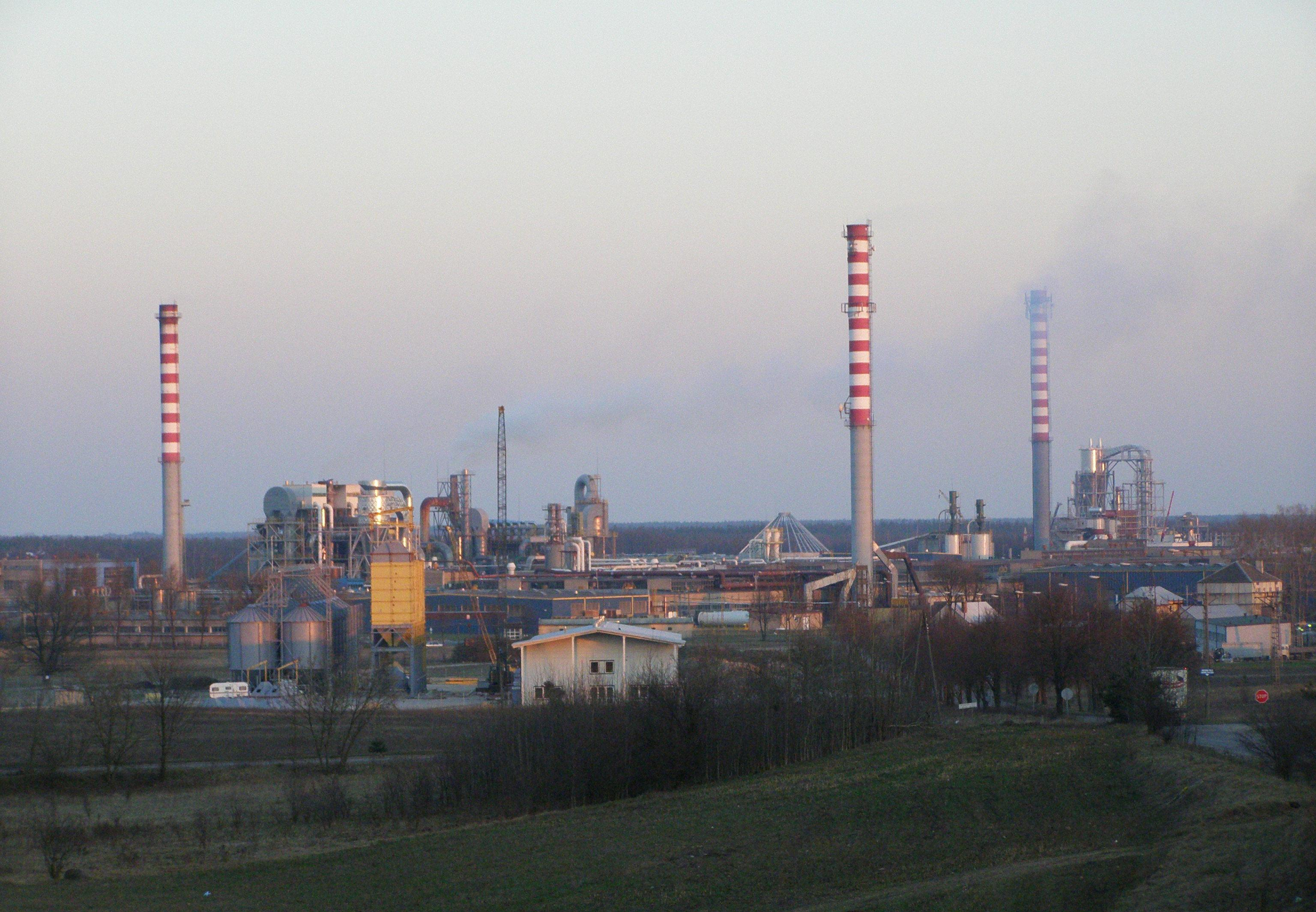
Pfleiderer S.A

Atualmente, cerca de 1 110 empresas de comércio, serviços e produção realizam negócios na cidade. Entre elas, o comércio desempenha um papel dominante.
As maiores fábricas de produção localizadas na cidade são:
- Pfleiderer S.A. (atualmente Woodeco)[32] — a história da empresa remonta a 1974, quando foi fundada a empresa estatal Zakłady Płyt Wiórowych em Grajewo. A comercialização da empresa ocorreu em 1994. A sociedade anônima resultante está presente na Bolsa de Valores de Varsóvia desde 1997, primeiro sob o nome de ZPW S.A. em Grajewo, e desde 2002 como Pfleiderer Grajewo S.A. Desde 1999, a líder europeia na indústria de produtos à base de madeira, a alemã Pfleiderer AG, tem participação majoritária na empresa. Em 2003/2004, iniciou-se o processo de construção do grupo de capitais Pfleiderer Grajewo S.A.. Atualmente, inclui, entre outros: Pfleiderer Prospan S.A. em Wieruszów, Pfleiderer MDF Sp. z o.o. em Grajewo, Silekol Sp. z o.o. em Kędzierzyn-Koźle, Unifloor Sp. z o.o. em Wieruszów, Jura Polska Sp. z o.o. em Grajewo e Pfleiderer Sp. z o.o. em Novogárdia Magna (Rússia) — empresa que, desde o início de 2006, iniciou o processo de produção de aglomerados, comercializados no mercado oriental.
- Spółdzielnia Mleczarska Mlekpol,[33] que produz produtos conhecidos sob as marcas “Łaciate” e “Milko”, ou seja, produtos UHT, manteiga e seus derivados, leite em pó, queijo cottage, queijo amarelo, iogurte líquido. Atualmente, a Mlekpol é líder na indústria de laticínios no país, que inclui doze fábricas de produção em: Grajewo, Kolno, Mrągowo, Sejny, Augustów, Zambrów, Bydgoszcz, Sokółka, Dąbrowa Białostocka, Radom, Zwoleń e Gorzów Wielkopolski.
- Zakrem Sp. z o.o.[34] — a empresa foi criada em 1952. Nos anos 1989–2010 funcionou como uma cooperativa de trabalho. É uma sociedade de direito comercial desde 2011. A empresa produz principalmente carrinhos de transporte manual: empilhadeiras e empilhadeiras de paletes, plataforma, carrinho de mão e outros especializados, além disso: suportes para bicicletas, conjuntos de transporte, trilhos.... Também são fornecidos serviços: corte a laser, pintura a pó, serralheria e solda.

Outras companhias:
- Agrocentrum — fábrica de forragens
- Przedsiębiorstwo Energetyki Cieplnej Spółka z o.o. em Grajewo[35]
- Durobex — Pisos Industriais[36]
- Empresa de Serviços Municipais[37]
- Euro-Bud — produtor de concreto
- Zagłoba — indústria de processamento de carne ZAGŁOBA[38]
- Rekin — indústria de pescado[39]

No distrito industrial, a Zona Econômica Especial de Suwałki abrange uma área de 20,24 hectares, e aqui está localizada a empresa Pfleiderer, dos quais 9,3 ha. são novas áreas de investimento com infraestrutura completa.

## Transportes
As seguintes vias de transporte rodoviário percorrem a cidade:
- Estrada provincial n.º 665: Szczuczyn  — Augustów
- Estrada nacional n.º 65: fronteira do país — Gołdap — Ełk — Białystok — Bobrowniki — fronteira do país

Conexão ferroviária: Białystok — Ełk

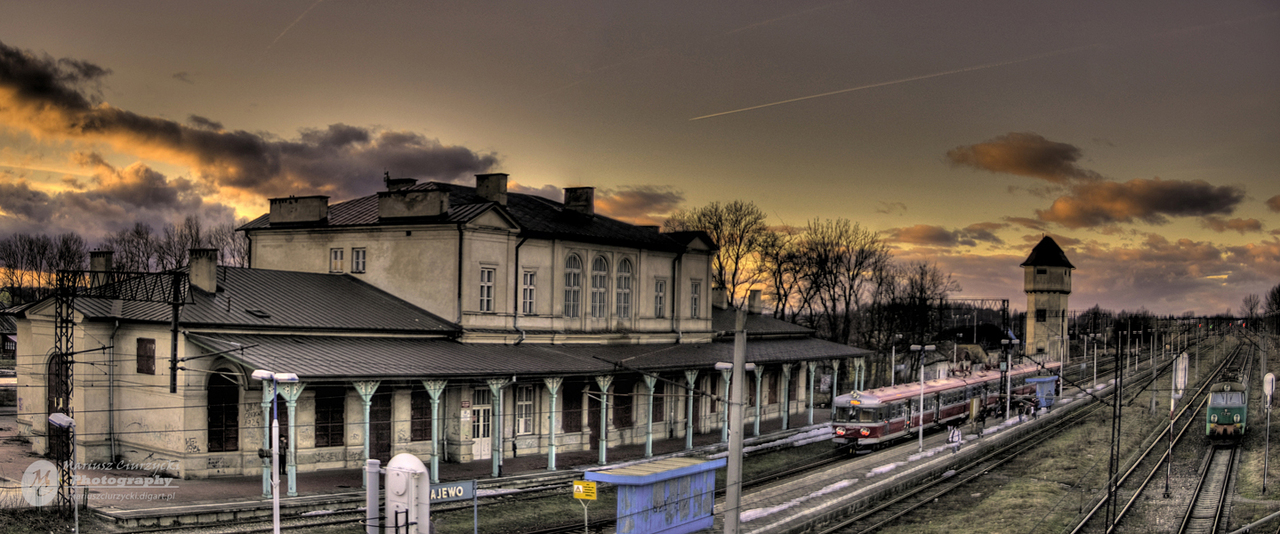
Estação ferroviária de 1873

A cidade tem ligações ferroviárias diretas com Varsóvia, Breslávia, Gdańsk, Szczecin e Katowice.
A principal operadora de ônibus da cidade e do condado é a filial local da PKS Łomża. Além disso, existem as seguintes empresas de ônibus: PKS Białystok, PKS Suwałki, PKS Warszawa, PKS Transkom Pisz e transportadoras privadas. Grajewo tem uma conexão direta de ônibus com Białystok, Varsóvia, Łomża, Radziłów, Jedwabne, Szczuczyn, Pisz, Augustów, Suwałki, Rajgrod, Ełk, Gołdap, Giżycko, Mońki e outras cidades.

## Museus

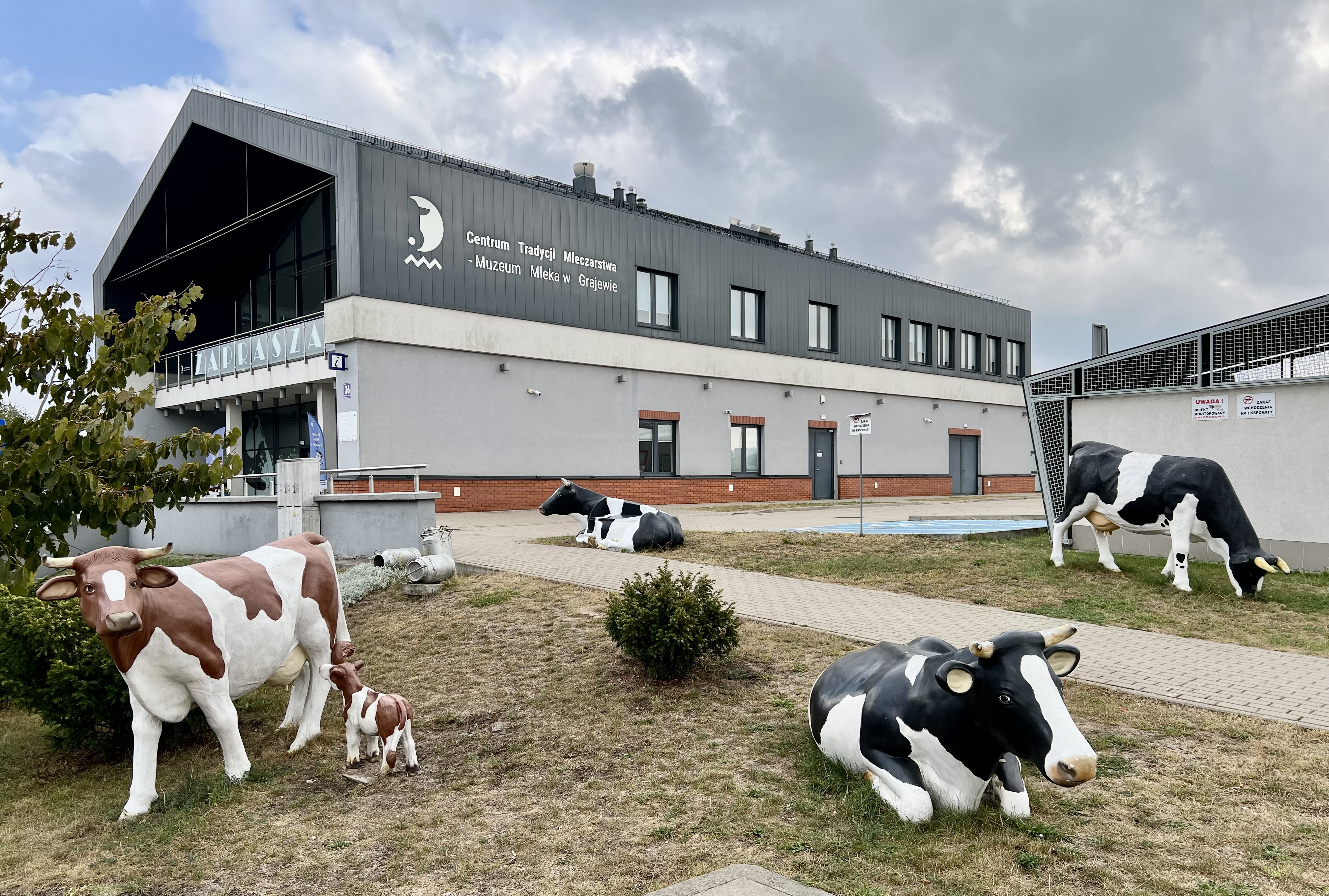
Centro de Tradições Lácteas — Museu do Leite

- Câmara de História de Grajewo na rua Legionistów 9
- Centro de Tradições Lácteas — Museu do Leite na rua Konstytucji 3 Maja 36[40]

## Cultura

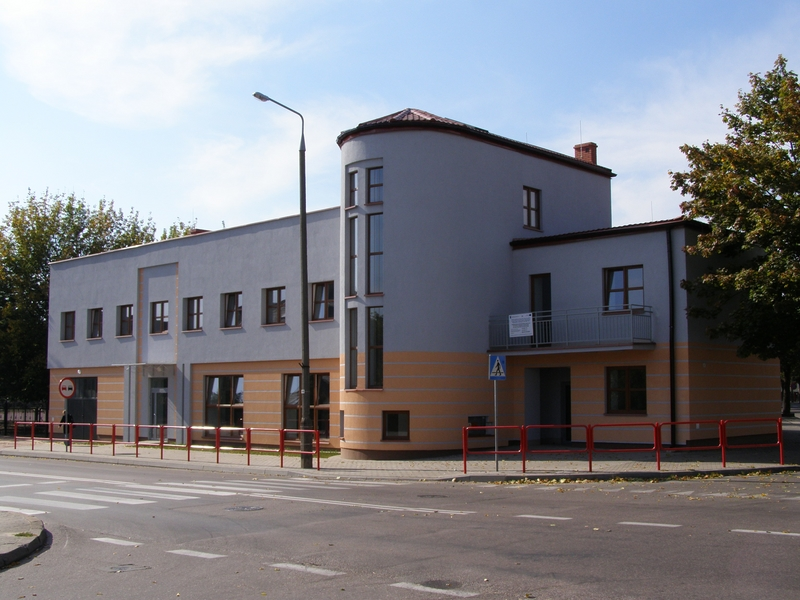
Biblioteca Pública Municipal

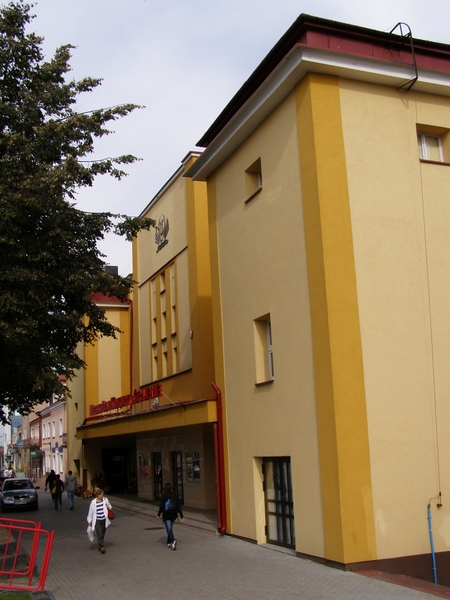
Centro Cultural de Grajewo

A vida cultural dos habitantes é tratada principalmente pelo Centro Cultural de Grajewo, localizado na rua Wojska Polskiego, que promove a cidade graças a equipes como:
- Grupo de Canção e Dança de Grajewo
- Grupo de Dança Contemporânea “Slash”
- Grupo de Dança Contemporânea “Reflex”
- Grupo de Dança Contemporânea “Tequila”
- Banda de quintal Paka de Grajewo
- Banda Dęta do Corpo de Bombeiros Voluntários
- Grupo de teatro “Echo”
- Grupo de teatro “Rebellion”
- Grupo de teatro “Cień”.

Os seguintes eventos culturais acontecem anualmente na cidade:
- Torneio de Dança Contemporânea Renaty Dudaryk-Randzio
- Festa do 9.º Regimento de Fuzileiros Montados
- Dias de Grajewo (final de junho/início de julho)
- Despedida do verão
- Revisão do Patrimônio Cultural da Cidade de Grajewo
- Concurso de Recitação para o Prêmio do Prefeito da Cidade
- Dia do Bombeiro
- Corrida do Lobo
- Rali de Bicicleta do Lobo
- Festival de Jogos de Grajewo[41]

## Educação
- Complexo Escolar n.º 1 (Escola secundária Nicolau Copérnico, Escola Secundária Extramuros para Adultos, internato)[42]
- Complexo Escolar n.º 2, 9.º Regimento de Fuzileiros Montados[43]
- Complexo Escolar Especial Jana Pawła II (Escola primária n.º 3 Especial, Escola Pública de Ensino Médio n.º 4 Especial, Escola Profissional Especial e Classe Preparando-se para o Trabalho)[44]
- Complexo Escolar Municipal n.º 1 (Escola Primária Konstanty Ildefons Gałczyński n.º 1, Escola Secundária Pública da Cruz Vermelha polonesa n.º 1)
- Escola Primária n.º 2 Adam Mickiewicz[45]
- Escola Primária n.º 4 Henryk Sienkiewicz[46]
- Escola secundária pública n.º 2 Sybiraków
- Escola secundária pública n.º 3 Parque Nacional Biebrza
- Escola Estadual de Música I Johann Sebastian Bach
- Jardim de Infância Municipal n.º 6

Escolas em Grajewo
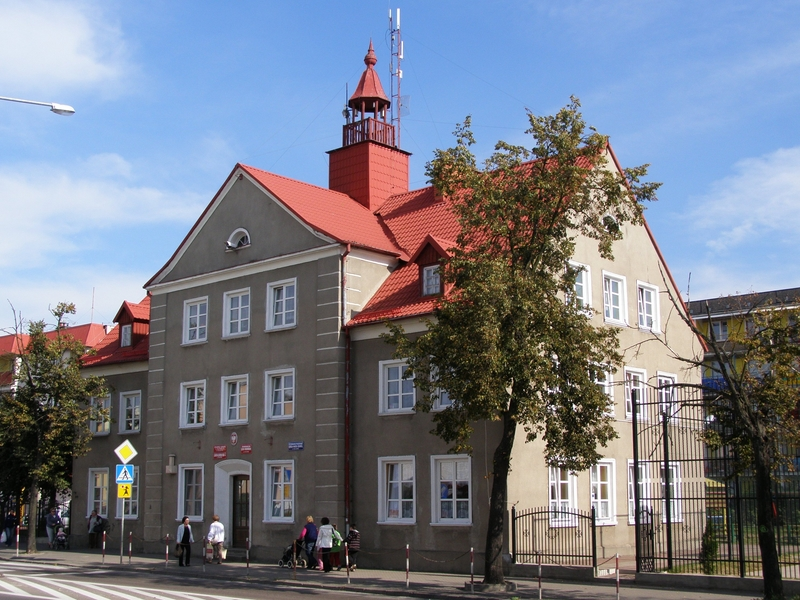
Complexo Escolar Especial na rua Ełcka
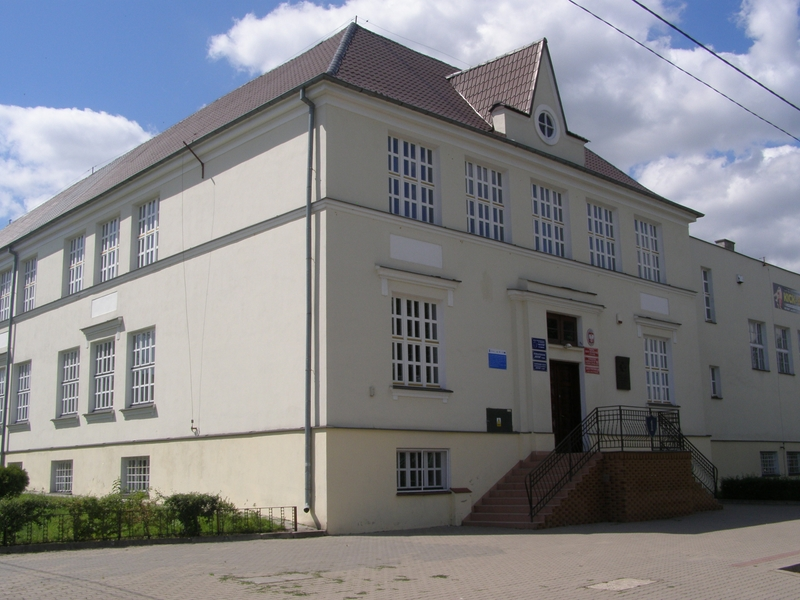
Escola secundária pública n.º 1 Cruz Vermelha polonesa na rua Szkolnej
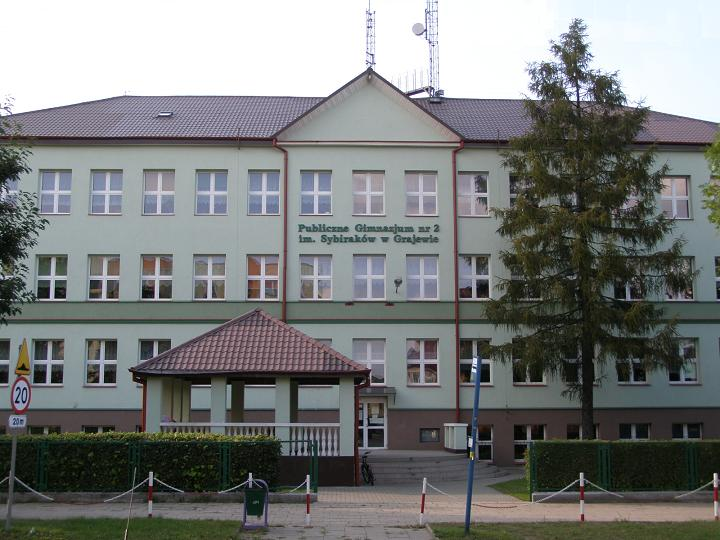
Escola secundária pública n.º 2 Sybiraków na rua Mickiewicza
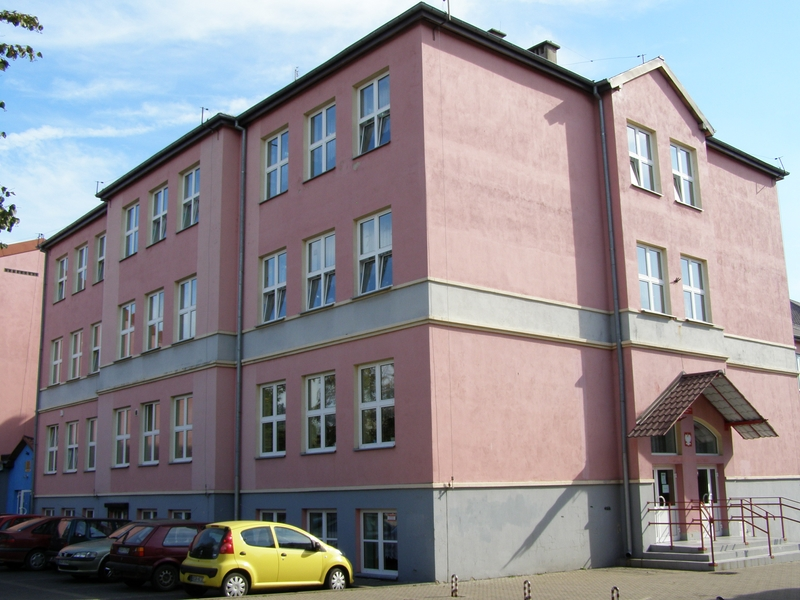
Escola primária n.º 2 Adam Mickiewicz na rua Mickiewicza

## Comunidades religiosas

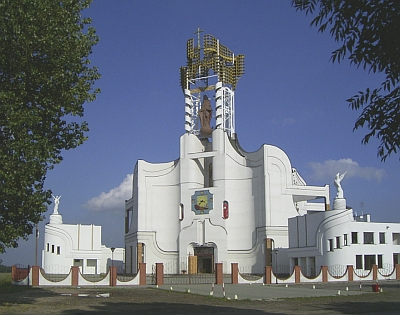
Igreja de Nossa Senhora do Perpétuo Socorro

As seguintes associações religiosas realizam atividades na cidade:
- Igreja Católica de Rito Latino:
  - Paróquia de Nossa Senhora do Perpétuo Socorro[47]
  - Paróquia de Santo Padre Pio[48]
  - Paróquia da Santíssima Trindade[49]
  - Paróquia de São João Paulo II, o Papa[50]

- Igreja pentecostal:
  - Igreja da “Congregação de Grajewo”[51]

- Testemunhas de Jeová:
  - Igreja de Grajewo

## Esporte e lazer

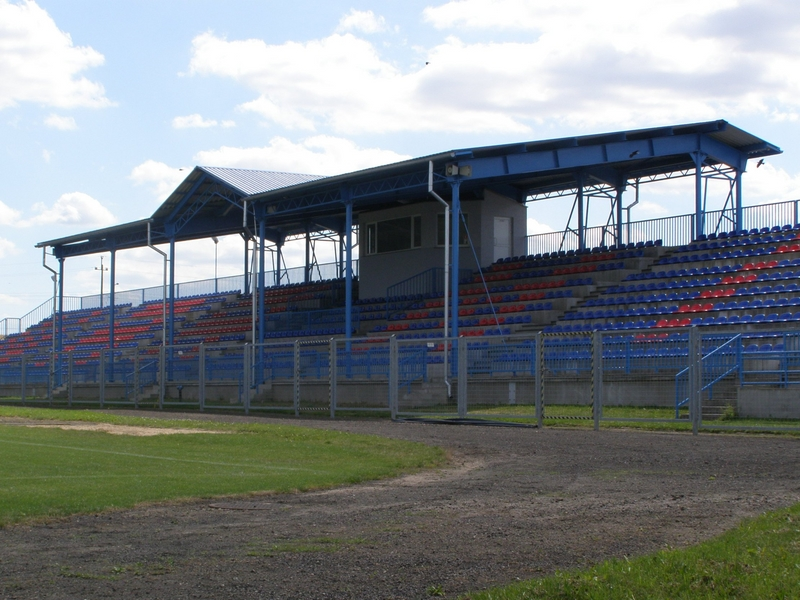
Estádio Municipal Witold Terlecki

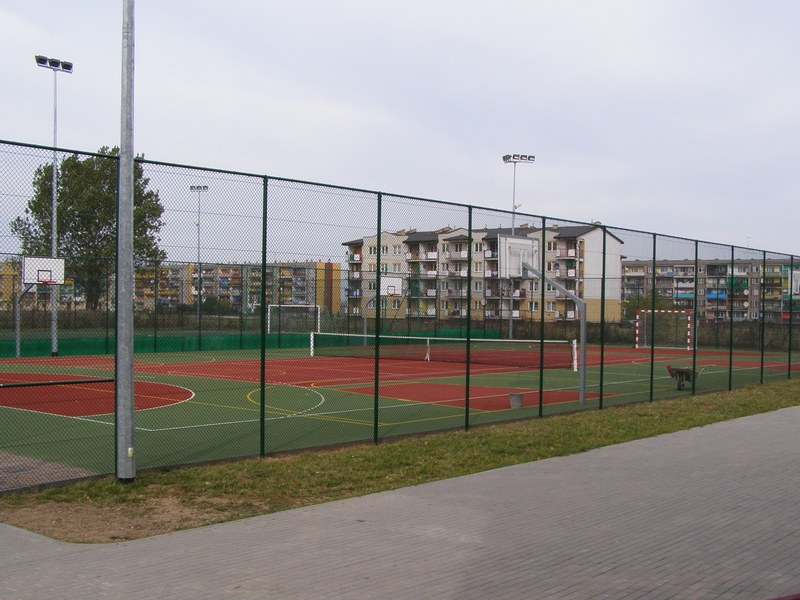
Complexo de quadras de jogos da ZS n.º 2 construído como parte do programa “Orlik 2012”

Graças à conexão conveniente das Ferrovias nacionais polonesas e Transporte Motorizado Estatal, Grajewo é um excelente ponto de partida para o Parque Nacional Biebrza, o maior da Polônia (59 223 ha.), a Fortaleza de Osowiec e a região do lago Ełk, por exemplo, o lago Rajgrodzkie.
Uma ciclovia vai da cidade (começando na rua M. Kopernika) até a vizinha Toczyłowo, que no verão serve aos habitantes de Grajewo como uma viagem ao lago Toczyłowo.
Instituições e organizações que promovem o esporte e a recreação:
- Centro Municipal de Esportes e Recreação[52]
- Clube Desportivo de Vármia
- Associação Desportiva Escolar
- Sociedade para a Promoção da Cultura Física
- Seção Grajewska Kyokushin
- Clube de Maratonistas[53]
- Clube Viet Vo Dao Grajewo
- Esporte Clube Ookami[31]

Em 1 de setembro de 1997, entrou em operação o recém-construído complexo didático e esportivo da Escola Primária n.º 2, ao mesmo tempo, em que foi instituído o Centro Municipal de Esportes e Recreação. Para os moradores mais jovens, foi construída uma cidade de trânsito no Parque Central, onde pode-se ensinar os filho a atravessar a rua, andar de bicicleta com segurança, considerando as regras de trânsito. Em 29 de setembro de 2006, ocorreu a cerimônia oficial de nomeação do estádio da cidade em Grajewo em homenagem a Witold Terlecki. Em 2008, no âmbito do programa governamental “Orlik 2012”, na área do Complexo Escolar n.º 2, foi construído um conjunto de campos públicos com balneários e equipamentos sociais. Em 2009, foi inaugurado um campo esportivo multifuncional na Escola primária n.º 2 e no Colégio público n.º 2. Em 16 de outubro de 2015, foi inaugurada uma piscina municipal na rua Targowa.
Em maio, a corrida de rua internacional “A Corrida do Lobo” acontece em Grajewo.

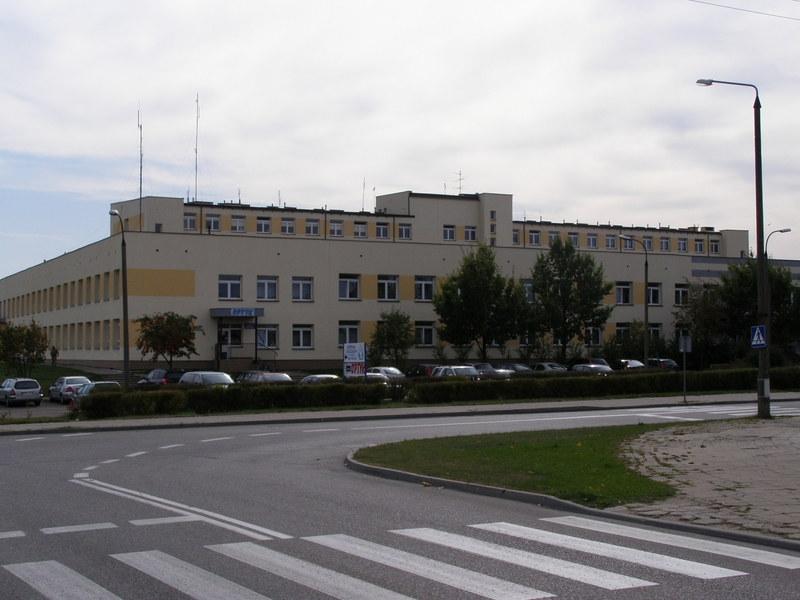
Hospital Geral Witold Ginel

## Hospital
- Hospital Geral Witold Ginel em Grajewo[54]

## Ciclovias
- Ciclovia pelo Parque da Solidariedade
- Ciclovia na rua Braci Świackich